# 米卡埃爾·多爾辛
米卡埃爾·多爾辛（瑞典語：Mikael Dorsin；1981年10月6日—）是一位瑞典足球運動員。在場上的位置是左後衛。他現在效力於挪威足球超級聯賽球隊洛辛堡足球俱樂部。他也代表瑞典國家足球隊參賽。